# Semiothisa chamilaria
Semiothisa chamilaria är en fjärilsart som beskrevs av Eugen Wehrli 1928. Semiothisa chamilaria ingår i släktet Semiothisa och familjen mätare. Inga underarter finns listade i Catalogue of Life.